# Сержпутовский, Иван Осипович
Иван Осипович Сержпутовский (1850—1909) — русский библиограф и библиофил.

## Биография
Родился в 1850 году. С детства начал собирать свою домашнюю библиотеку и на протяжении двадцати последующих лет собрал полный репертуар русских книг гражданской печати, изданных до 1855 года. В 1909 году опубликовал первый выпуск репертуара для создания полного каталога, однако этому не суждено было сбыться из-за его скорпостижной смерти.
Скончался в 1909 году.

## Научные работы
- Являлся автором ценного собрания сочинений, а также рукописных материалов о выдающимся русском писателе А. С. Грибоедове.